# Ярково (Тюменская область)
Ярко́во (сибирскотат. 
Йәшелтора) — село в Тюменской области. Административный центр Ярковского района и Ярковского сельского поселения.

## География
Расположено в восточной части Туринской равнины, на реке Тобол (приток Иртыша), примерно в 100 км северо-восточнее Тюмени.

## История
Населённый пункт был основан в 17 веке по указу царя Михаила Фёдоровича. Целью указа было образование промежуточных остановочных пунктов для ямщицкой службы вдоль Тобольского тракта. Согласно местной переписи 1700 года деревня Ярково состояла из 26 дворов. Затем — село Ярково Гилёво-Липовской волости. В «Списке населенных мест Тобольской губернии по сведениям 1868-69 годов» Ярково — крупное село, в котором 85 дворов и «в них проживает 211 душ мужского полу и 246 женского полу».
В 1897 году, согласно «Первой Всеобщей переписи населения 1897 года», в Ярково проживало 650 человек. С 1925 года — районный центр Ярковского района.
В 1912 г. было 90 домов. Проживало 494 чел. (232 м, 262 ж.). 1 церковь, 1 школа, 1 хлебозапасный магазин, 11 постоялых дворов, 1 винная лавка, 3 торговых лавки, 2 кузницы, проходила ежегодная ярмарка.

## Население
| 1959 | 1970  | 1979  | 1989  | 2002  | 2010  | 2021  |
| ---- | ----- | ----- | ----- | ----- | ----- | ----- |
| 2468 | ↗3206 | ↗4425 | ↗5626 | ↗6969 | ↗7017 | ↗7458 |

## Экономика
Жители села заняты на государственной службе, в сфере услуг, образовании и медицине. Также присутствует маятниковая миграция в другие села района. В сельском хозяйстве, на станции нефтеперекачки и компрессорной станции занята значительная часть населения райцентра.

## Спорт
В Ярково популярны практическая стрельба, лапта, хоккей, футбол, волейбол, настольный теннис и лыжный спорт. Также в районе и в самом селе нередко проводятся соревнования по русской лапте. Шахматы и практическая стрельба — основные виды спорта в Ярковском районе.